# Taraxacum stereodes
Taraxacum stereodes — вид квіткових рослин з родини айстрових (Asteraceae). Вид зростає в Європі: Естонія, Латвія, Данія, Фінляндія, Німеччина, Нідерланди, Норвегія, Польща, Швеція; інтродукований до Великої Британії; це багаторічна рослина помірних біомів.

## Опис
Це низькоросла рослина, що утворює багатолисті розетки з розпростертих до висхідних вузьколанцетних запушених листків. Черешки досить короткі, на зовнішніх листках білі, на внутрішніх червонуваті; середні ребра часто червонуваті на всій верхній поверхні, волохаті. Бічних листочків 5–7, короткі, загнуті, трикутні, гострі, часто з одним великим зубцем або дволопатеві. Кінцева частка листка трикутна, гостра, однолиста. Стеблини напіврозпростерті, з важким сріблястим покривом волосків, який з часом стирається. Зовнішні приквітки досить вузькі, < 3/5 мм завширшки, ланцетні, прямі, дещо зігнуті, блідо-зелені, іноді з пурпуровим кінчиком. Квіткова голова 40 мм у діаметрі. 